# 33702 Spencergreen
33702 Spencergreen è un asteroide della fascia principale. Scoperto nel 1999, presenta un'orbita caratterizzata da un semiasse maggiore pari a 2,3319301 UA e da un'eccentricità di 0,1471093, inclinata di 4,40245° rispetto all'eclittica.